# Anne de Graville
Anne de Graville ou Anne Malet de Graville (vers 1490 - vers 1540) est une femme de lettres, traductrice et poète française de la Renaissance.

## Biographie
Fille de l'amiral Louis Malet de Graville et de Marie de Balsac, elle est née vers 1490. Elle a deux sœurs aînées, Louise, épouse de Jacques de Vendôme, vidame de Chartres, et Jeanne, épouse de Charles II d'Amboise. Elle se marie clandestinement, vers 1508, à son cousin Pierre de Balsac, seigneur d'Entragues, fils de Robert de Balsac. Elle est la dame d’honneur de la première épouse de François Ier, Claude de France, auprès de qui elle joue un rôle de premier plan. Elle est également la confidente de Marguerite de Navarre,. C'est Claude de France qui l'aurait sollicité pour composer en rondeaux La belle dame sans mercy, inspiré du poème éponyme d'Alain Chartier d'une part, puis une versification abrégée et modernisée d'un texte de Boccace, Teseida delle nozze d'Emilia, d'autre part.
Elle est propriétaire de l'Armorial Le Breton, plus ancien armorial figuré conservé en France. 
À sa mort vers 1540, sa fille Jeanne de Balsac d'Entragues, épouse du bailli de Forez Claude d'Urfé, hérite des livres de sa collection personnelle et étoffe considérablement celle de son époux. Quatre des vingt-et-un livres ayant été identifiés comme ayant appartenu aux Graville dans la librairie d'Urfé portent les armes de la famille et la devise choisie par Anne : « J'en garde un léal ». 

## Œuvres

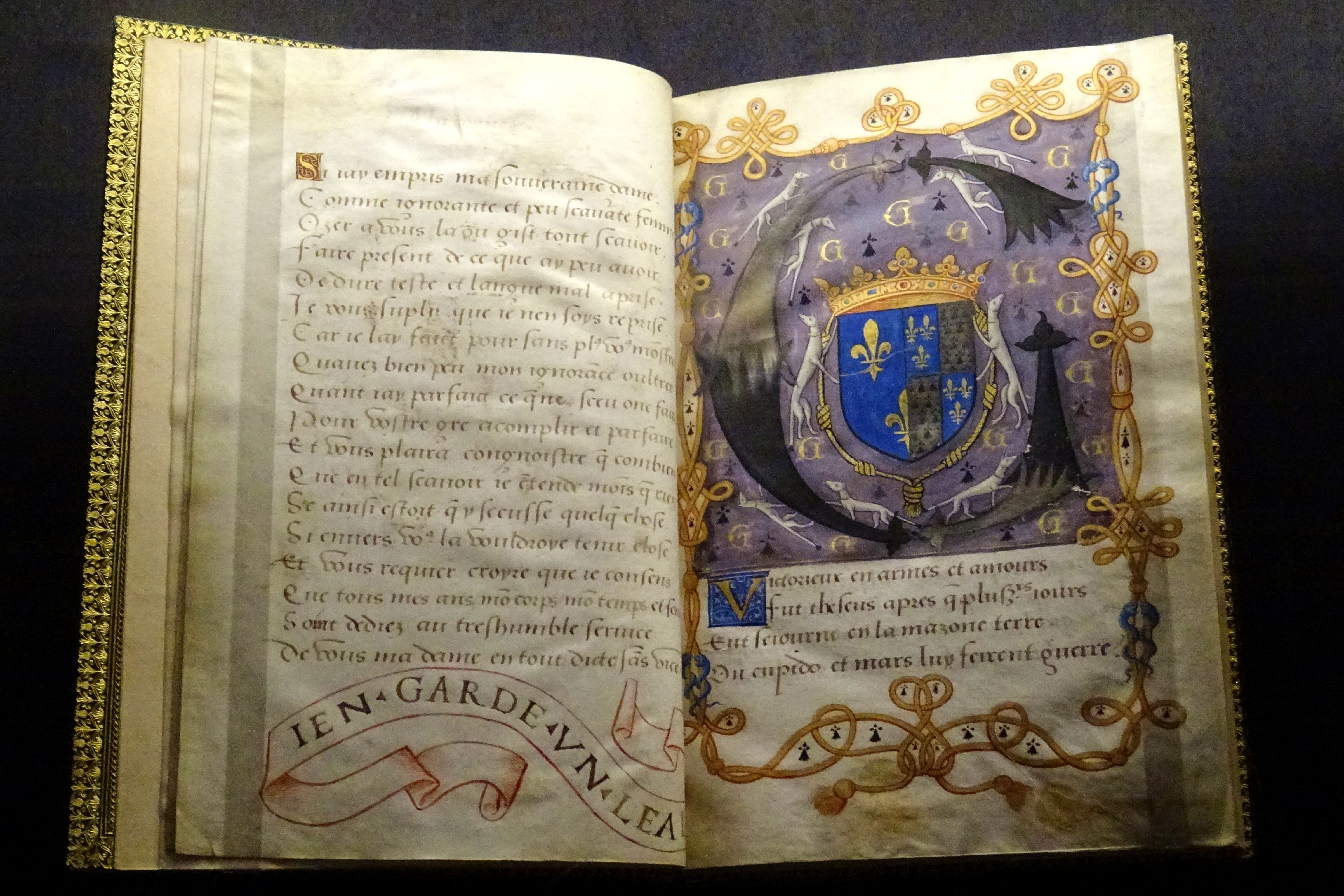
Histoire de Palamon et Archita, manuscrit illuminé, vers 1518-24.

- La belle dame sans mercy ; soixante-et-onze rondeaux composés à partir du poème éponyme d'Alain Chartier (Upsala : Almqvist & Wiksell, 1897)[6].
  - Manuscrit des rondeaux en ligne sur Gallica[7].
- C'est le beau romant des deux amans Palamon et Arcita et de la belle et saige Emilia, translaté de vieil langaige et prose en nouveau et rime par madamoiselle Anne de Graville la Mallet, dame du Boys Maslesherbes, du commandement de la Royne (1521) Recueil (manuscrit), ayant appartenu à la reine Claude, et contenant le roman traduit par Anne de Graville (en ligne sur Gallica[8]) Réécriture de la première traduction (Le livre de Thezeo) de la Teseida de Giovanni Boccaccio. d'après le poème italien, la Théséide de Boccace. Cet ouvrage a été commandité par la reine Claude.
- Réédition : texte critique établi et présenté par Yves Le Hir (PUF, 1965)

## Postérité
Anne de Graville figure en 2022 dans une exposition intitulée Renaissance des femmes, organisée par le château de Blois, et consacrée aux « femmes puissantes de la Renaissance, effacées de l’histoire ».